# Dorns
Dorns ist ein Weiler der Gemarkung St. Lorenz von Kempten (Allgäu). Dorns gehörte von 1818 bis 1972 zur selbstständigen Landgemeinde St. Lorenz. Zur Volkszählung am 25. Mai 1987 lebten in dem Weiler 26 Personen in sieben Gebäuden.

## Geschichte
Eine erste Erwähnung für den Ort liegt im Jahr 1501 für einen Peter Dorn zu Ellhartsperg vor. Gemeint ist damit das benachbarte Ellatsberg. 1526 werden ein Hans und Jakob Dorn zu Dorn erwähnt, 1528 zu Dornen. 1593/1617 wird die Ortschaft Under Ellhartsperg bezeichnet, 1658 als zum Dorn oder ufm Ellhartsperg. Weitere Doppelbezeichnungen folgten 1786.
Die Doppelbezeichnungen werden mit der Nähe zu den Ortschaften Weidach und Ellatsberg erklärt. Zudem wurde Dorns gelegentlich als Teil des Ellatsbergs gezählt. Andererseits wurde Dorns auch als das untere Ellatsberg bezeichnet, während das heutige Ellatsberg als das obere gesehen worden ist.
Dorns gehörte zur Hauptmannschaft Hirschdorf, deren Gebiet 1802 zunächst der Stadt Kempten angegliedert und 1818 Teil der neu gebildeten Gemeinde Sankt Lorenz wurde, die ihrerseits 1972 wieder nach Kempten eingemeindet wurde.
Zur Volkszählung 1987 hatte Dorns, nun als Ortsteil der Stadt Kempten, eine Einwohnerzahl von 26.